# Албанска литература
Албанската литература е литература написана на албански език. Терминът може също да се отнася до литература написана от албанци или в Албания.

## Ренесанс
Териториалното разширение на Османската империя изтласква много албанци от земите им по време на Западноевропейския ренесансов хуманизъм. Сред албанските емигранти, които стават известни на хуманистическия свят са историка Марин Барлети (1460 – 1513), който публикува през 1510 година в Рим история на Скендербег, а тази история от своя страна е публикувана на почти всички европейски езици. Сред другите известни са Марино Бесичеми (1408 – 1526), Гьон Газули (1400 – 1455), Леоник Томей (1456 – 1531), Михеле Маруи (15th century), Михеле Артиоти (1480 – 1556) и много други, творящи в областта на науката, изкуството и философията.

## Ранен етап на съвременната литература
Културната съпротива е изразена на първо време чрез изработването на албански език в областта на църковните дела и книги, главно в католическите северни части на Албания, но и в значителна степен в източноправославните южни части. Протестантските реформи активизират надеждата за развитието на местен език и литература, когато свещеника Гьон Бузуку въвежда албанския език в католическата литургия. По този начин той се опитва да направи за албанския език това, което Мартин Лутер прави за немския.
Мешари (Католически требник) е публикуван от Гьон Бузуку през 1555 година и до днес се счита за първата литературна творба написана на албански език. Доброто ниво на езика и начин на изписване на буквите може да са резултат от по-ранна писмена традиция на албанския език, която не е известна. Но има някои частични доказателства, че през 14 век, дори по-рано от Бузуку има писмен албански език. Първото известно доказателство датира от 1332 година от френския доминикански монах Гийом Адам, архепископ на Антивари, който в една записка на латински пише, че албанците използват латински букви в книгите си, макар че езика им е много различен от латинския. Важно значение за това доказателство имат и фразата при кръщение: (Unte paghesont premenit Atit et Birit et spertit senit) от 1462 година, написана на албански, но с латински букви от епископа на Дуръс Пал Енджьоли. През 1497 година немски пътешественик през Албания Арнолд фон Харф написва речник с албански думи. Намиран е и фрагмент от Библията от Евангелие на Матей от 15 век, написан на албански, но с гръцки букви.
Творбите на албански език през столетията не са били само религиозни текстове, но и исторически хроники. Такъв пример е хуманиста Марин Барлети и книгата му Обсадата на Шкодра (De Obsidione Scodrensi) (1504). Тази книга потвърждава, че такива хроники са писани на езика на хората (in vernacula lingua). Въпреки препятствията, създадени от Контрареформацията, която се противопоставя на налагането на национални езици в християнската литургия, албанската литература продължава да се развива. По време на 16 и 17 век са създадени на албански език катехизиса E mbësuame krishterë (Християнски учения) (1592) от Лекьо Матрьонга, Doktrina e krishterë (Християнска доктрина) (1618) и Rituale romanum (1621) от Питьор Буди, първият писател на автентична албанска проза и поезия, както и апология за Георги Кастриоти (1636) от Фран Барди, който също така публикува и речник на фолклорните творби и теологическо-философския трактат Cuneus Prophetarum (Групата на пророците) (1685) от Петер Богдани най-универсалната личност през албанското Средновековие.
Творбата на Богдани е теологическо-философски трактат, който, чрез търсенето на данни от различни източници, разглежда принципните положения на теологията, пълната библейска история и сложните проблеми на схоластиката, космогонията, астрономията, педагогиката и други. Богдани внася в албанската култура хуманистичния дух и подчертава ролята на познанието и културата в живота на човека.
Друг важен албански писател от това време е Юл Варибоба.

## 18 век
През 18 век литературата на ортодоксалните и мюсюлмански културни кръгове се развива много. Анонимен писател от Елбасан превежда на албански редица части на Библията. Т. Х. Филипи също от Елбасан превежда Dhiata e Vjetër dhe e Re (Стария и Новия завет). Тези усилия се мултиплицират през следващите векове с публикацията от 1827 година Dhiata e Re (Новия завет) от Г. Гирокастрити и с големия корпус на християнско-религиозните преводи на Констандин Кристофориди (1830 – 1895) и двете публикации на двата главни диалекти на албанския. Тези публикации спомагат за процеса на интегриране на двата диалекта в един цялостен език и за установяване на основата за създаване на национална църква на албанците с литургия на техния език.
Макар и в противоположна посока на тази тенденция, трябва да се спомене и културата на Москополе. Култура, която през 17 век се превръща в голямото сърце на цивилизацията и метрополис на Балканския полуостров с академия и печатница, където работят хора като Т. Кавалиоти, Д. Хаджиу, Г. Воскопояри. Тяхната работа върху познанието, филологията, теологията и философията допринасят за признаването на албанския език. Въпреки че литературата в Москополето еволюира главно на гръцки език, нуждата да се препятства ислямизацията налага употребата на национален език. Влашкият и албански език се използват също така и за преподаването на гръцки в училищата в Москополе и са издавани книги на влашки език по тематиката. Произведенията на писателите и учените от Москополе внасят някои елементи на идеите на европейското Просвещение. Най-известният от тези учени е Теодор Кавалиоти. Според бележки на Х. Е. Тънман, произведението на Кавалиоти, което остава непубликувано в по-голямата си част включва въпроси от почти всички клонове на философията. То показва влияние от Платон, Декарт, Малбранш и Лайбниц
В резултат от влиянието на Исляма и културата на нашествениците през 18 век се появява школа по поезия или литература на писмен албански език, но с арабска азбука. Автори на подобни творби са Н. Фракула, М. Кучуку, С. Наиби, Х. З. Камбери, С. и Х. Фрашъри и Шех Мала. Те заимстват мотиви от ориенталската литература и пишат религиозни текстове и поезия на език, задушен от ориентализми и развиват религиозна лирика и епос.

## Национално възраждане
През 19 век на Балканите се появяват силни националистически движения. Албанците по това време нямат особена традиция в областта на държава, език и култура, а са с индивидуалистична и регионална психика, произлизаща от върховенството на клана и родствените връзки и нямат все още развит национална съвест. В тази историческа и културна ситуация се появява и развива напълно организирано идеологическо, военно и литературно движение, известно като Rilindja Kombëtare. То е вдъхновено от идеите на Романтичния национализъм и Просвещението, които са на мода сред кръговете на албанската интелигенция и главно сред емигрантите в Италия, Истанбул, Букурещ, САЩ, София и Кайро.
Сред целите на националното Възраждане е да развива албанския като език на културата, да организира националното образование и създава национална литература на културно ниво, а на национално ниво да създаде независима държава. Мотивите и поетическите форми в литературата включват етическия човек, борещия се албанец и в по-малка степен драматичния човек. Тя е свързана в голяма степен с фолклорната традиция. За литературата е характерен и реторичен патос за отминалите героични войни.
Следването на тази традиция и публикацията на Rapsodi të një poeme arbëreshe (Rhapsody of an Arbëresh Poem) през 1866 година от Йероним де Рада, на Përmbledhje të këngëve popullore dhe rapsodi të poemave shqiptare (Колекция от албански народни песни и рапсодии на албански поеми) през 1871 от Зеф Юбани, на Bleta shqiptare (Албанска пчела) през 1878 година от Тими Митко, водят до създаване на компактна етническа и културна идентичност на албанците.
Двама от най-големите представители на Албанския романтизъм на 19 век са: Йероним де Рада (1814 – 1903) и Наим Фрашъри (1846 – 1900). Последния е роден в Албания, учи в школата Зосимая в Янина, но емигрира и умира в Истанбул. Първият е албански поет-романтик, който донася климата на европейския романтизъм, а втория е албански романтик и пантеист, който слива в своята поезия влиянието на източната поезия, особено персийската с духа на Западния Романтизъм.
Де Рада пише серия от епическо-лирически поеми в стила на албанските рапсодии като Këngët e Milosaos (Песни на Милосао), 1836, Serafina Topia 1839, Skënderbeu i pafat (Нещастния Скендербег) 1872 – 1874 с амбицията, че ще създадат национален епос за века на Скендербег. Вървейки по стъпките на Йохан Готфрид фон Хердер, Де Рада въздига любовта към народните песни в своята поезия и ги обрисува в етнографски цветове. Неговите произведения оказват лияние върху албански живот с характерните му обичаи и душевност, както и на албанската драма от 15 век, когато Албания е под османско владичество. Конфликтът между щастието на индивида и трагедията на нацията, жените, които жънат в полетата, мъжа отиващ на война и жената, бродираща своя колан са представени с деликатно лирическо чувство.
Наим Фрашъри пише пасторалната поема Bagëti e bujqësia (Овчари и фермери) (1886), колекция от философски, патриотични текстове, както и любовната лирика Lulet e verës (Летни цветя), (1890), епическата поема за Скендербег Histori e Skënderbeut (Историята на Скендербег) (1898), религиозната поема Qerbelaja (1898), две поеми на гръцки език O Eros (О, Ерос) и O alithis pothos ton skipetaron (Истинското желание на албанците), някои текстове на персийски език Tehajylat (Мечтата) и много трудове на албански език. Той е признат за най-великия албански национален поет. Наим Фрашъри създава модерната лирика в албанската поезия. В духа на Буколики и Георгики на Вергилий в своята творба Bagëti e bujqësia той възпява труда на и овчаря чрез писането на химн за красотите на родината и изразява носталгията на поета-емигрант и гордостта на това да бъдеш албанец.
Светът на романтичния герой с неговите яростни чувства е доведен в албанския романтизъм чрез поезията на Зеф Серембе. Поезията на Ндре Миеда и Андон Зако Чаюпи, който живее в края на Ренесанса, носи знаците на разпада на артистичната система на Романтизма в албанската литература.
Чаюпи (1866 – 1930) е селски поет, вид народен бард, наречен мистрала на Албания. Той вкарва в албанската литература комедията на обичаите и трагедията на историческа тематика. Завършва френски колеж в Александрия и Женевския университет. Добър познавач на френската литература, Чаюпи е първият, който донася фабулите на Ла Фонтен на албански език, като по този начин отваря пътя за преводът и приемането на произведения на световната литература на албански език.
Други известни писатели от този период са: Наум Векилхарджи, Сами Фрашъри, Пашко Васа, Йероним де Рада, Гаврил Дара младия, Зеф Серембе, Дора Д'Истрия, Луиги Гуракяи, Филип Широка, Михал Грамено, Ристо Силики, Александър Ставре Дренова и т.н.

## Съвременна литература

### Независимост
Главната посока, която поема албанската литература между двете световни войни е тази на реализма с остатъци от романтизма.
Герги Фища (1871 – 1940) пише поема от националния епос Lahuta e malësisë (Планинска лютня) в 17 000 стихове в духа на албанския исторически и легендарен епос. В поемата са изобразени борбите на северните планинци срещу славяните. С тази творба той остава най-великия епически поет в Албания. Францискански свещеник и член на Италианската академия Герги Фища е разностранна личност на албанската литература – епически и лирически поет, публицист и сатирик, автор на драми и преводач, активен участник в албанския културен и политически живот между двете войни. Поетическите колекции Mrizi i Zanave (Феи) с патриотичен дух и Vallja e Parrizit (Парижки танц) със стихове с религиозен дух представят Фища като рефиниран лирически поет, докато други негови произведения като Anzat e Parnasit (Анасона на Парнас) и Gomari i Babatasit (Магарето на Бабатас) го представят като неповторим сатиричен поет. В полето на драмата могат да бъдат споменати Juda Makabe и Ifigjenia n’ Aulli заедно с традегиите му на библейска и митологическа тематика.
Типичният представител на реализма е Милош Никола, известен като Мигени (1913 – 1938). Неговата поезия Vargjet e lira (Свободни стихове), 1936 и проза са проникнати от силен социален реализъм относно мизерията и трагическата позиция на индивида в обществото по това време. Героите на неговите произведения за хора от долната класа на албанското общество. Някои от историите на Мигени са романи в миниатюри. Темите на романите му са скъзването с традиционализма на албанската поезия и проза чрез внасянето на нов стил и форми в поезията и наратива. Той е един от най-големите реформатори в албанската литература, първият модерен албански писател.
Ласгуш Порадеци (1899 – 1987) е поетически талант от различен вид, брилянтен поет-лирик. Известни негови произведения са Vallja e yjeve (Танцът на звездите), 1933 и Ylli i zemrës (Звездата на сърцето), 1937.
Фан Ноли (1882 – 1965) е една от най-всестранно развитите фигури – той е поет, историк, естет, музиколог, публицист и преводач на албански език. Пише пиеси като Пробуждането и Израилтяни и филистимци. Публикува статии и превежда на гръцки език произведението на Сами Фрашъри Албания—нейното минало, настояще и бъдеще. През 1947 година публикува на английски език изследването Бетовен и френската революция. Превежда на албански език множество литургични книги и произведения на известни автори като Омар Хаям, Уилям Шекспир, Хенрик Ибсен, Мигел де Сервантес и други. С неговата поезия, научна и религиозна проза, както и преводи Ноли играе същностна роля в развитието на днешния албански език. Неговите предговори към собствените му преводи на световна литература го правят най-добрия литературен критик на Албания между двете световни войни. Фан Ноли също така стои начело на демократичната революция, която отстранява режима на крал Зог в средата на 20-те години, макар неговото мирно управление да е краткотрайно.
В албанската литература между двете световни войни не липсва сантиментализъм (Фокион Постоли, Михал Грамено) и закъснял класицизъм, особено в драмата (Et'hem Haxhiademi). Прояви на съвременни тенденции като импресионизъм, символизъм са изолирани явления в произведенията на някои писатели като Мигени, Порадеци и Асдрени, които писатели не успяват да създадат своя школа. Появява се и голяма промяна в системата на жанровете – проза (Мигени, Ноли, Фаик Коница, Ернест Колики, Митруш Кутели и други), драмата и сатирата (Герги Фища, Кристо Флоки развиват паралелна поезия). Ернест Колики пише изтънчена проза, пълна с колорит от неговия роден град Шкодра (Tregtar flamujsh, (Търговеца на знамена), 1935. Митруш Кутели е магьосник на албанския език, писател, който култивира народния стил на повествованието в очарователна проза Net shqiptare (Албански нощи) 1938; Ago Jakupi 1943; Kapllan aga i Shaban Shpatës (Каплан ага от Шабан Шпата), 1944.
Фаик Коника е учителя, който дава на албанската проза модерния образ. Той е роден в Коница, малък град в Епир, който след решенията на Лондонската конференция от 1913 година, която свива границите на Албания до днешните остава в Гърция. Идващ от известна фамилия, получила титлата бей и имаща съвест за принадлежност към елита, която той изразява ясно и открито в своя живот и произведения, той отхвърля ориенталския манталитет, наследен от османската окупация. Посещава Йезуитски колеж в Шкодра, а после и Имперският лицей в Истанбул. Изучава литература и философия в Дижонския университет и завършва висшето си образование в Хардвардския университет, където през 1912 година получава магистърската си степен по изкуства. Ерудиран със знания по всички големи европейски езици и някои източни, приятел на Гийом Аполинер, наричан от чужденците „ходеща енциклопедия“, Коника става модел за западен интелектуалец в албанската култура. От младежките си години той се посвещава на националното движение, но в противоположност на митическите, идеализиращи и романтични чувства на Ренесанса, той внася дух на критика и преживява болката на идеалиста, който страда от своето собствено мислене. Той създава списание Албания (Брюксел 1897 – 1900, Лондон 1902 – 1909), което се превръща в най-важния албански орган на пресата. Фаик Коника е публицист, есеист, поет, писател, преводач и литературен критик, който пише множество научни трудове като L’Albanie et les Turcs (Paris 1895), Memoire sur le mouvement national Albanais (Brussels, 1899) и романи като Një ambasadë e zulluve në Paris (Посолство на зулусите в Париж) (1922) и Doktor Gjilpëra (Доктор Игла) (1924), както и историческо-културни работи като Албания – скалистата градина на Югоизточна Европа, публикувана посмъртно в Масачузетс през 1957 година.
Литературата на албанците в Италия в периода между двете световни войни продължава традицията на школата на романтизма от 19 век. Зеф Скиро (1865 – 1927) чрез произведенията си Kthimi (Завръщане), 1913, Te dheu i huaj (На чужда земя), 1940 се опитва да възстанови историческата памет на албанците емигрирали от 15 век след смъртта на Скендербег.
Други известни автори от този период са Фан Ноли, Герги Фища, Фаик Коника, Хаки Стърмили, Ласгуш Порадеци, Митруш Кутели и Мигени.
Друг известен писател от албанския романтизъм, който публикува в Албания и извън нея е Лазар Ефтимиади. Той завършва Сорбоната и пише редица статии, представящи на албанския читател известни произведения на западната литература. Преведа също така произведения на писатели като Ханс Кристиян Андерсен и си сътрудничи с Герги Фища и други относно много важни преводи. Неговата колекция от кратки истории, озаглавена „Merushja“ е перлата на албанския романтизъм и човечност и е публикувана от няколко издателства, включително и през 1932 година в Лондонско издание на кратка албанска граматика от С. Е. Ман лектор в Университета Масарик в Бърно. Публикувана е в Лондон. Дейвид Нът. <A.G. Berry> 212 Shaftsburry Avenue, W.C.2 1932. с речник и избрани пасажи за четене.

### Социалистически реализъм
След Втората световна война албанската литература се развива изключително силно. Главната черта на литературата и изкуството през този период е тяхното идеологически ориентирано развитие и разбработването на всички жанрове, особено на романите, които въпреки липсата на всякаква традиция стават водещи за литературата на албански език.
Най-сложният вид роман е роман в стил социалистически реализъм с етически и исторически характер с линеен предмет (Яков Дзодза, Стерьо Спасе), но не липсват и романи с неравна композиция, отворена поетика и философски субстрат, идващ от асоциация на идеи и исторически аналогии (Исмаил Кадаре, Петро Марко), както и сатирически романи (Дритъро Аголи, Джамил Бушели). Критична и важна сатирична новела е Възходът и падението на другаря Зило от Дритеро Аголи.
Разказът и романът са развити от Димитер Джутерики, Наум Прифти, Зия Чела, Теодор Лако, Димитер Джувани, Наси Лера и други; поезията е развита от Исмаил Кадаре, Дритеро Аголи, Фатос Арапи, Джевахир Спахиу, Мимоза Амети и други. Драмата и комедията са развити в по-малка степен, като характерно произведение за първия жанр е Toka jonë (Наша земя), 1955 от Кол Якова, а за втория Karnavalet e Korçës (Карнавалът в Корча 1961) от Спиро Чомора.
Литературата от този период се развива в рамките на социалистическия реализъм единствената посока, в която може да поеме тя. Но отделно от тази рамка различни таланти създават творби с имплицитни чувства на съпротива и с универсално значение.
Дисидентската тенденция в литературата е изразена в различни форми в произведенията на Касим Требешина, Мехмет Муфтиу, Минуш Йеро, Кочо Коста и други, които или се опитват да скъсат с каноните на социалистическия реализъм или представят еретични идеи за комунистическата тоталитарна идеология.